# Sternik lodowy
Sternik lodowy – zniesiony w 2006 roku stopień żeglarski. Obecnie do uprawiania żeglarstwa lodowego nie są wymagane patenty.

## Wymagania (do 2006 roku)
Ukończenie 16 roku życia i posiadanie patentu żeglarza lodowego lub ukończenie 18 roku życia oraz odbycie kursu szkoleniowego.

## Uprawnienia (do 2006 roku)
Patent sternika lodowego uprawniał do prowadzenia ślizgów lodowych bez ograniczeń.